# Содом и Гомора
 Тази статия е за библейските градове.  За романа на Марсел Пруст вижте Содом и Гомор (роман).  
Содом и Гомора са градове, споменати в книгата Битие в Танах, в Новия Завет, девтероканоничните книги и Корана. Според Тората царствата Содом и Гомора били съюзени с градовете Адма, Зебоим (Цевоим) и Вала (Зоара или Сигор).[Битие 14:8] Според Библията, петте града, известни като „градове в равнината“, били разположени в долината на река Йордан в южните земи на Ханаан. Долината, намираща се на север от Мъртво море, е сравнявана с райската градина,[Битие 13:10] тъй като била добре напоена и зелена, подходяща за пасища на добитък.
Във времената на Авраам, Яхве наложил божие наказание над Содом и Гомора и два други близки града, които били изпепелени от огън и жупел.[Битие 19:24 – 25] Единствено град Зоара бил пощаден.[Второзаконие 29:23] В авраамическите традиции Содом и Гомора са се превърнали в синоними на неразкаян грях, а унищожението им – в пословична проява на Божия гняв.[Иуд. 1:7]
Содом и Гомора се използват като метафора за порок и разбиране за хомосексуалността като грях, въпреки че тази интерпретация е оспорвана от различни изследователи и религиозни общности. Имената на градовете служат и за етимология на думи в няколко езика, най-популярна от които е думата содомия, използвана в законите против содомията, за да опише сексуално „престъпление против природата“, представляващо анална и/или орална разнополова или еднополова пенетрация.
Поради слабите археологически доказателства за съществуването на двата града, историчността на Содом и Гомора все още е обект на полемики сред историците.

## Етимология
Името Содом може да идва от еврейското סְדוֹם или סְדֹם (Седом, „горящ“) и гръцкото Σόδομα (Содома).
Името Гомора може да идва от еврейското עֲמוֹרָה (Еморà, „потопяване“), идващо от עָמַר (амер, „вързани снопи“ или „тиранствам“), и гръцкото Γόμοῤῥα (Гомора).
Посочените значения са приблизителни. Днес не се знае със сигурност какво са означавали тези имена в миналото. Содом може да идва от ранния семитски език и да има родство с арабската дума садама, означаваща завързвам, укрепявам, подсилвам. Гомора може да идва от gh m r, значеща „бъди дълбок“ или „обилна вода“.

## Историчност
Поради оскъдността на археологическите факти от региона, където се предполага, че са били двата града, историческото съществуване на Содом и Гомора понастоящем е обект на полемика сред археолозите. Според Библията градовете са се намирали близо до Мъртво море.[Битие 14:1 – 3, 8 – 10][Второзаконие 34:3] Историята за разрушаването на градовете в Битие се развива по времето на Авраам, което повечето изчисления определят ок. 1500 г. преди Вавилонския плен и последващото заточение на евреите.
В своята „География“ древногръцкият историк Страбон сочи, че местните жители, близо до Моасада (да не се бърка с Масада), разказват че „някога имало тринадесет обитавани градове в тази област, от които Содом е бил метрополия“. Били изоставени заради чести земетръси и изригвания на лава и гореща вода, носеща асфалт и сяра.
Еврейският историк Йосиф Флавий също сочи Мъртво море като географски близко до градовете, назовавайки го обаче с гръцкото му име, Асфалтитес.
Британският асириолог Арчибалд Сайс превежда акадска поема, описваща градове, които били унищожени от дъжд от огън, в която лирическият говорител е оцелял от бедствието. Имената на градовете не се посочват. Впоследствие обаче Сайс оприличава повествованието по-скоро на разказ за ориста на войските на Сенахериб пред портите на Йерусалим.
През 1976 г. палеографът Джовани Петинато съобщава за откриването на клинописна плочка в библиотеката в Ебла, съдържаща имената на петте града от равнината (Содом, Гомора, Адма, Цевоим и Вала), при това в поредността, в която са назовани в Битие. Иманата si-da-mu [TM.76.G.524] и ì-ma-ar [TM.75.G.1570 и TM.75.G.2233] той идентифицира като Содом и Гомора, което част от научната общност по онова време приема. Епиграфът Алфонсо Арчи обаче смята, че предвид другите имена в плочката si-da-mu се намира някъде в Северна Сирия, а не до Мъртво море; ì-ma-ar е вариация на ì-mar, което означава Емар – древен град близо до Ебла. Археологът Уилям Х. Шиа смята, че ad-mu-ut и sa-dam са добри прочити от страна на Петинато и че отговарят на Адма и Содом. Според него те са част от списък градове, очертаващи път по крайбрежието на, а може би дори вътре в Мъртво море, което от онези времена до днес вероятно е покачило равнището си. Съвременният научен консенсус е, че Ебла няма връзка със Содом и Гомора.
Ако градовете действително са съществували, възможно е да са били унищожени от природен катаклизъм. Възможно е да са били пометени от земетресение, случило се между 2100 и 1900 г. пр.н.е.
Има няколко археологически обекта, за които се спекулира, че може да са легендарните градове от равнината.
През 1965 г. експертът по палестинска археология Пол У. Лап започва разкопки на Баб ед-Дра (Баб Аддира) – град от бронзовата епоха близо до Мъртво море. След като Лап трагично се удавя, през 1973 г. американските археолози Уолтър Е. Раст и Р. Томас Шауб поемат работата върху този и още няколко обекта – Нумейра, ес-Сафи, Фейфех и Ханазир. Около всички тези градове са открити следи от огън и сяра.
През 2015 г. археологът Стивън Колинс оповестява, че при разкопки на археологическия обект Тал ел Хамам е открил град, който отговаря на „всеки критерий“ да бъде древния Содом.
През 2018 г. археологът Филип Силвия оповестява, че при разкопки в Среден Гор – районът на Тал ел Хамам, намиращ се в днешна Йордания – са открити следи от катаклизъм, случил се преди 3700 години. Археологическият екип е извършил радиовъглеродно датиране и разкопки на минерали, които рязко са кристализирали поради високи температури. Силвия отбелязва, че в района са живели хора в продължение на 2500 години, но те изведнъж са изчезнали в края на Бронзовата епоха. Районът е заселен наново едва 600 – 700 години по-късно. Силвия съобщава още, че в околността е имало около 120 поселища с общо между 40 и 65 хиляди жители. Хипотезата му е, че за катаклизма е отговорен метеорит, взривил се в атмосферата, водейки до незабавно унищожение.

## Религиозни повествования

### В традицията на християнството
Битие е основен източник, който споменава градовете Содом и Гомора. Големите и малките предсказания в Стария завет също споменават за Содом и Гомора като паралел за техните предсказани събития. Новият завет също съдържа пасажи на паралели за разрушенията и заобикалящите събития, които са свързани с тези градове. По-късно второканоническите книжни текстове се опитват да прибавят допълнително разбиране за градовете от долината на река Йордан.

### На български
- Исбутс, Ж. П. (2010). История на библейския свят. I част: От Райската градина до Египет. София: „Санома Блясък България“ АД. ISBN 978-954-8186-23-0

### На английски
- Archi, A. (1981). Are „The Cities of the Plain“ Mentioned in the Ebla Tablets? Biblical Archaeology Review, 7(6).
- Birch, S. (Ed.). (n.d.). Records of the past: being English translations of the Assyrian and Egyptian monuments (Volume 11). London, UK: Society of Biblical Archæology.
- Chavalas, M. W. (2003). Assyriology and Biblical Studies: A Century and a Half of Tension. In M. Chavalas & K. Younger (Eds.), Mesopotamia and the Bible comparative explorations (pp. 21 – 67). London, United Kingdom: T & T Clark International.
- Fields, W. W. (1997). Sodom and Gomorrah: History and Motif in Biblical Narrative. Sheffield, UK: Sheffield Academic Press Ltd. ISBN 0-567-06261-9
- Josephus, F. (1737). Antiquities of the Jews, Book I: From Creation to the Death of Isaac. Santa Cruz, CA, USA: The Internet Sacred Text Archive (Evinity Publishing INC.). Посетен на 15.02.2013
- MacDonald, B. (2000). East of the Jordan: Territories and Sites of the Hebrew Scriptures. American Schools of Oriental Research. ISBN 0-89757-031-6
- Neill, J. (2009). The origins and role of same-sex relations in human societies. Jefferson, NC, USA: McFarland & Co. ISBN 978-0-7864-3513-5
- Sayce, A. (1887). The Hibbert Lectures, 1887: Lectures on the Origin and Growth of Religion. Williams & Norgate.
- Shanks, H. (1980). BAR Interviews Giovanni Pettinato. Biblical Archaeology Review, 6(5).
- Shea, W. H. (1983). Two Palestinian Segments From the Eblaite Geographical Atlas. In C.L. Meyers & M. O'Connor (Eds.), The Word of the Lord Shall Go Forth: Essays in Honor of David Noel Freedman in Celebration of His Sixtieth Birthday (pp. 589 – 612). Winona Lake, IN, USA: Eisenbrauns. ISBN 0-931464-19-6